# Vorhalt (Waffe)
Der Vorhalt ist die Winkeldifferenz für den direkten Schuss zwischen der Zielrichtung, die für das Treffen eines bewegten Zieles mit einer Schusswaffe notwendig ist, und der Zielrichtung, die in derselben Situation für das Treffen desselben Zieles notwendig wäre, wenn es sich nicht bewegen würde. Da Projektile einer Schusswaffe nach dem Abschuss nicht mehr gesteuert werden können, kann eine Veränderung von Kurs oder Geschwindigkeit des Zieles auch bei korrekt gewähltem Vorhalt zum Verfehlen des Ziels führen.
Die Größe des Vorhalts resultiert aus Kurs und Geschwindigkeit des Ziels, der Geschwindigkeit des Projektils sowie gegebenenfalls der Bewegungsrichtung und Geschwindigkeit des Schützen. Für Ziele mit geradem Kurs und Projektile mit konstanter Geschwindigkeit lässt sich der Punkt geometrisch oder mit trigonometrischen Grundfunktionen berechnen. Bei Zielen mit komplizierterem Kurs und sich ballistisch bewegenden Projektilen mit abnehmender Geschwindigkeit gestaltet sich die Berechnung erheblich schwieriger. Der Vorhalt kann als Winkelmaß (z. B. in Strich) oder als in die Bewegungsrichtung des Zieles projizierte Entfernung (z. B. in Metern) angegeben werden.
Bei militärischen Waffensystemen wird der Vorhalt zumeist durch Berechnung der Schusstafeln und der aktuellen Situation ermittelt, von Feuerleitanlagen gesteuert und gegebenenfalls durch Einschießen ergänzt. Früher wurden auch spezielle Analogrechner genutzt, zum Beispiel Torpedovorhaltrechner auf U-Booten. Bei Handfeuerwaffen richtet sich der Vorhalt in der Regel an Erfahrungswerten des Schützen. Für das sportliche Wurfscheibenschießen oder beim jagdlichen Übungsschießen wird diese Fähigkeit trainiert.
Der Vorhalt bei beweglichen Zielen ist zu unterscheiden vom grundsätzlichen Haltepunkt beim Anvisieren von Zielen.